# يوزينه كونينغ
يوزينه كونينغ (مواليد 2 سبتمبر 1995) هي لاعبة هوكي حقل هولندية،حصلت على الميدالية الذهبية مع منتخب هولندا في أولمبياد 2020.

## وصلات خارجية
- يوزينه كونينغ على موقع الاتحاد الدولي للهوكي (الإنجليزية)
- يوزينه كونينغ على موقع اللجنة الأولمبية الدولية (الإنجليزية)
- يوزينه كونينغ على موقع أوليمبيديا (الإنجليزية)
- يوزينه كونينغ على موقع تيم أن.أل (الهولندية)